# オリンパス μ770SW

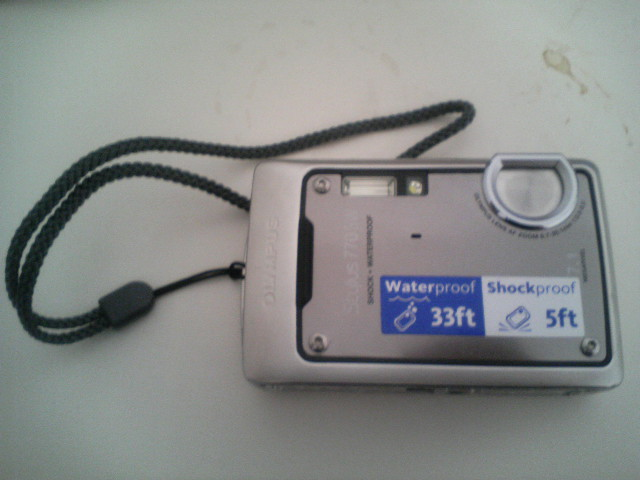
Stylus 770SW（北米市場向け版）

オリンパス μ770SW（オリンパス ミューななななまるえすだぶりゅー）は、オリンパスから発売されたコンパクトデジタルカメラであり、海外市場向けでの機種名はStylus 770SW（すたいらすななななまるえすだぶりゅー）となっている。

## スペック
- 画素数
  - 7.1メガピクセル相当
- 防水対応
  - 10m（35ft）
  - さらに防水プロテクターを取り付けることで、40mまでのダイビングなどに使用可能
- 耐衝撃対応
  - 1.5m（5ft）
  - 100kgf
- 耐温度対応
  - -10℃